# Ev-Kathleen Zemke
Ev-Kathleen Zemke, Schreibweise auch Ev-Kathlen Zemke, (* 6. März 1942 in Angerburg) ist eine ehemalige deutsche Tischtennisspielerin. Bei der Deutschen Meisterschaft 1973 gewann sie Silber im Doppel.

## Werdegang
Ev-Kathleen Zemke wurde 1942 im ostpreußischen Angerburg geboren, ihr Vater war Landwirtschaftsrat und früher Tischtennisspieler. 1944 musste die Familie fliehen, passierte mehrere deutsche Flüchtlingslager und gelangte 1959 nach Otterndorf. Hier trat Ev-Kathleen Zemke dem Verein TSV Otterndorf bei. Als die Familie nach Stade umzog, wechselte sie noch im selben Jahr zum TTC Rot-Weiß Hamburg.
Ev-Kathleen Zemke steigerte rasch ihre Spielstärke. 1957 wurde sie in Donaueschingen zusammen mit Erika Koch Jugend-Europameisterin im Doppel.  1958 gewann das gleiche Doppel die Deutsche Meisterschaft der Mädchen, im Einzel wurde Zemke 1958 und 1959 Dritte. Im Erwachsenenbereich holte sie im Zeitraum 1959 bis 1987 insgesamt 36 Titel bei Hamburger Meisterschaften. Bei den ersten Norddeutschen Einzelmeisterschaften, die im Januar 1960 in Kiel ausgetragen wurden, konnte sie durch einen 3:0-Endspielsieg gegen Jutta Kruse den Titel im Damen-Einzel erringen. Im Folgejahr konnte sie mit ihrem Vereinskameraden Richard Peycke bei der Norddeutschen Meisterschaft das Mixed gewinnen. Ihren größten Erfolg feierte sie bei der Deutschen Meisterschaft 1973, wo sie im Doppel mit Ingrid Bahnert das Endspiel erreichte, mit der sie im Jahr zuvor Norddeutsche Meisterin geworden war. Auf dem Weg ins Finale hatten Zemke/Bahnert in der zweiten Runde die Titelverteidigerinnen Agnes Simon und Diane Schöler geschlagen. Zudem gewann sie viermal Bronze bei Deutschen Meisterschaften: 1974 im Einzel und im Doppel mit Ingrid Bahnert, 1964 im Doppel mit Ursula Isler sowie 1961 im Mixed mit Richard Peycke. 1968 qualifizierte sie sich für das Bundesranglistenturnier in Saarbrücken, wo sie den achten Platz belegte. Später im Jahr gewann sie im Oktober das Norddeutsche Ranglistenturnier.
1972 wechselte Ev-Kathleen Zemke zum Verein Oberalster VfW, mit dessen Damenmannschaft sie drei Jahre in der Tischtennis-Bundesliga antrat. In den 1980er und 1990er Jahren gewann sie noch zahlreiche Titel bei Seniorenturnieren in den Altersklassen Ü40 und Ü50. 1992 wurde sie Ü50-Seniorenweltmeisterin im Einzel und im Doppel mit Karin Niemeyer. 1995 gewann sie den Ü50-Europameistertitel im Einzel und im Doppel mit Karin Niemeyer.